# Jasenko Selimović

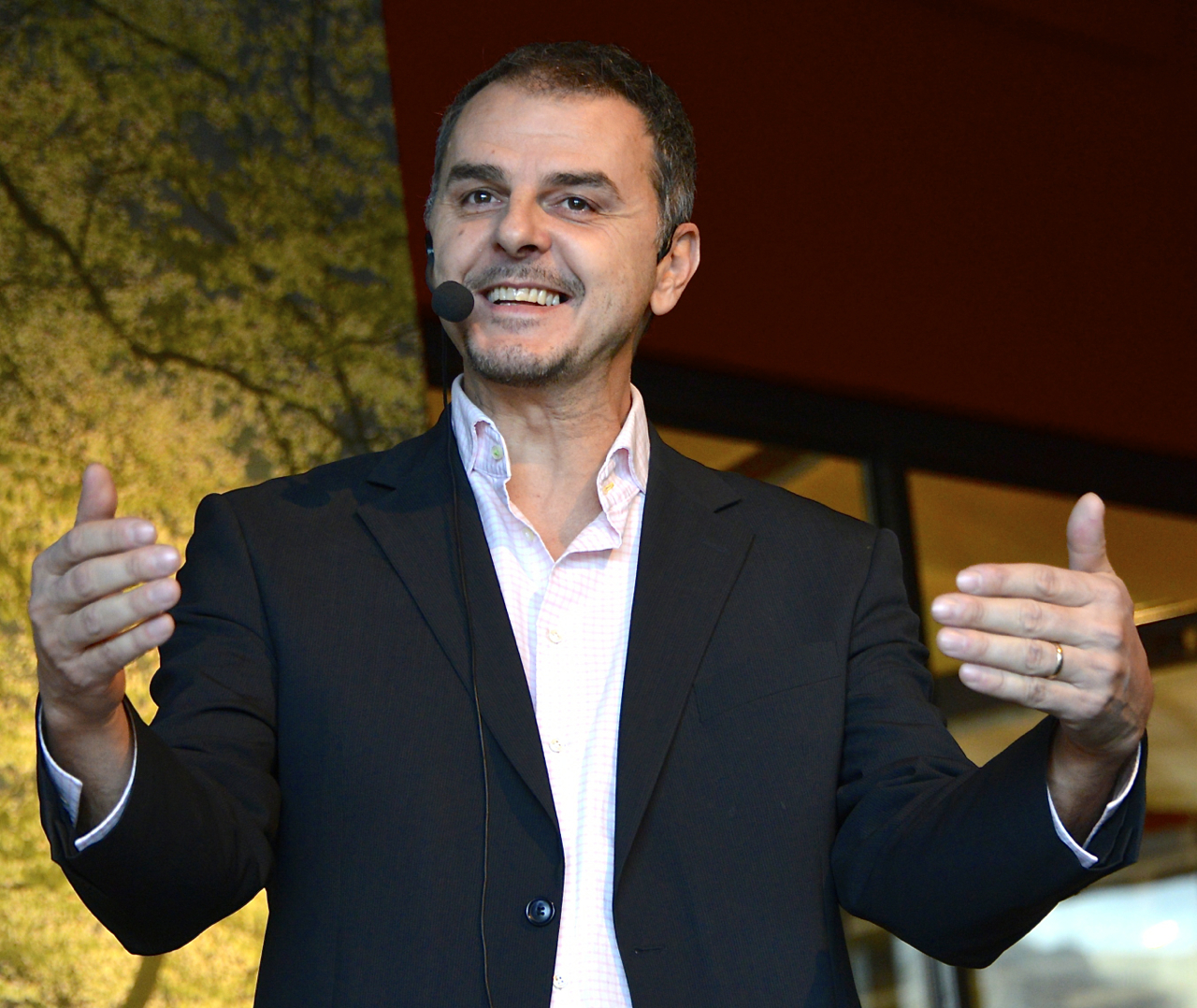
Jasenko Selimovic i en debatt om kulturradikalism på Kulturhuset i Stockholm den 29 november 2014.

Jasenko Selimović, född 17 april 1968 i Sarajevo i Jugoslavien, är en svensk regissör, konstnärlig ledare, författare och politiker för Liberalerna, som 2010–2014 var statssekreterare på Arbetsmarknadsdepartementet. Från 2015 till 2019 var han europaparlamentariker.

## Biografi

### Kultur
Selimović, som föddes i nuvarande Bosnien och Hercegovina, utbildades vid Akademin för gestaltande konst i Sarajevo, på Dramatiska Institutet i Stockholm, vid Stockholms universitet, Lunds universitet och på Edinburgh Business School (MBA). Han flydde från kriget i Bosnien i december 1992. Efter en period som frilansande regissör på olika teatrar i Sverige, bland annat Göteborgs stadsteater och Uppsala Stadsteater, blev han 1998 utsedd till konstnärlig ledare vid Göteborgs stadsteater (1998–2006). Sommaren 2004 var han programledare för SVT:s pratshow Allvarligt talat och 2008 för SR:s Selimovic i P1. Har skrivit krönikor för nyhetsmagasinet Fokus, GP:s Två dagar och Dagens Nyheter. Selimovic var chef för Radioteatern 2006–2009.

### Politik
I september 2009 meddelade Selimović att han skulle lämna tjänsten som chef för Radioteatern för att försöka få plats på en av Folkpartiets riksdagslistor inför valet 2010.  Han nominerades till andra platsen i Folkpartiets riksdagslista för Göteborg den 16 januari 2010. Han lyckades dock inte ta sig in i riksdagen. I oktober 2010 blev han utsedd till statssekreterare på Arbetsmarknadsdepartementet. Han kandiderade i europaparlamentsvalet i Sverige 2014 på tredje plats på Folkpartiets lista. Den 30 september 2015 blev han europaparlamentariker då Marit Paulsen lämnat sin plats i EU-parlamentet. I november 2016 fick han en reprimand för att ha trakasserat sina medarbetare i EU-parlamentet.
I september 2018 tillkännagav Selimovic att han inte skulle kandidera för nästa mandatperiod.

## Teater

### Regi (ej komplett)
| År   | Produktion                                             | Upphovsmän                                                   | Teater                |
| ---- | ------------------------------------------------------ | ------------------------------------------------------------ | --------------------- |
| 1999 | Den europeiska kritcirkeln Der kaukasische Kreidekreis | Bertolt Brecht Översättning Johannes Edfelt och Brita Edfelt | Göteborgs stadsteater |
| 2001 | Albert Speer                                           | David Edgar Översättning Per Lysander                        | Göteborgs stadsteater |
| 2003 | Fångarnas dilemma The Prisoner's Dilemma               | David Edgar Översättning Per Lysander                        | Göteborgs stadsteater |
| 2006 | Rosens namn Il nome della rosa                         | Umberto Eco Dramatiserad av Erik Norberg                     | Göteborgs stadsteater |

## Priser och Utmärkelser
- 1997 – Expressens teaterpris
- 1999 – Årets göteborgare
- 2000 – Svenska Dagbladets Thaliapris
- 2006 – Årets Europé